# توني رومان
توني رومان هو سياسي كندي، ولد في 17 يناير 1936، وتوفي في 30 أكتوبر 1992 في ماركام في كندا. انتخب عضو مجلس العموم الكندي.